# Tel Aviv Pioneers 2016-2017
Questa voce raccoglie le informazioni riguardanti i Tel Aviv Pioneers nelle competizioni ufficiali della stagione 2016-2017.

## Israel Football League 2016-2017

### Stagione regolare
| Tel Aviv 9 dicembre 2016, ore 10:30 | Tel Aviv Pioneers | 34 – 12 (12-0 6-12 8-0 8-0) referto | Haifa Underdogs | Università di Tel Aviv (38 spett.) |

| Ma'ale Adummim 15 dicembre 2016, ore 21:00 | Jerusalem Lions | 32 – 24 (0-2 16-0 8-8 8-14) referto | Tel Aviv Pioneers | Toto Stadium (37 spett.) |

| Tel Aviv 30 dicembre 2016, ore 10:30 | Tel Aviv Pioneers | 56 – 9 (16-3 20-0 14-6 6-0) referto | Mazkeret Batya Silverbacks | Università di Tel Aviv (36 spett.) |

| Ma'ale Adummim 5 gennaio 2017, ore 21:00 | Judean Rebels | 34 – 42 (6-12 8-16 8-14 12-0) referto | Tel Aviv Pioneers | Toto Stadium (48 spett.) |

| Petah Tiqwa 13 gennaio 2017, ore 10:00 | Petah Tikva Troopers | 60 – 30 (14-6 24-0 14-24 8-0) referto | Tel Aviv Pioneers | Stadio HaMoshava (45 spett.) |

| Tel Aviv 27 gennaio 2017, ore 10:30 | Tel Aviv Pioneers | 46 – 28 (0-8 24-6 14-14 8-0) referto | Judean Rebels | Università di Tel Aviv (26 spett.) |

| Tel Aviv 10 febbraio 2017, ore 10:30 | Tel Aviv Pioneers | 34 – 14 (8-0 6-8 6-6 14-0) referto | Ramat HaSharon Hammers | Università di Tel Aviv (29 spett.) |

| Be'er Sheva 18 febbraio 2017, ore 21:00 | Beersheva Black Swarm | 26 – 36 (0-8 6-22 8-6 12-0) referto | Tel Aviv Pioneers | Micha Reisser Field (26 spett.) |

| Tel Aviv 24 febbraio 2017, ore 10:30 | Tel Aviv Pioneers | 22 – 14 (6-0 0-8 0-0 16-6) referto | Jerusalem Lions | Università di Tel Aviv (26 spett.) |

| Kiryat Yam 10 marzo 2017, ore 10:00 | Haifa Underdogs | 26 – 40 | Tel Aviv Pioneers | Avraham Garden |

### Playoff
| 17 marzo 2017 | Tel Aviv Pioneers | 68 – 40 (8-6 20-12 24-22 16-0) | Beersheva Black Swarm | (31 spett.) |

| 24 marzo 2017 | Petah Tikva Troopers | 32 – 44 | Tel Aviv Pioneers |  |

| 30 marzo 2017 | Jerusalem Lions | 44 – 36 (d.t.s.) (0-0 14-22 0-6 22-8 8-0) | Tel Aviv Pioneers |  |

### Statistiche di squadra
| Competizione | %Vittorie | In casa | In casa | In casa | In casa | In casa | In casa | In trasferta | In trasferta | In trasferta | In trasferta | In trasferta | In trasferta | Totale | Totale | Totale | Totale | Totale | Totale |
| Competizione | %Vittorie | G       | V       | N       | P       | Pf      | Ps      | G            | V            | N            | P            | Pf           | Ps           | G      | V      | N      | P      | Pf     | Ps     |
| ------------ | --------- | ------- | ------- | ------- | ------- | ------- | ------- | ------------ | ------------ | ------------ | ------------ | ------------ | ------------ | ------ | ------ | ------ | ------ | ------ | ------ |
| Campionato   | .800      | 5       | 5       | 0       | 0       | 192     | 77      | 5            | 3            | 0            | 2            | 172          | 178          | 10     | 8      | 0      | 2      | 364    | 255    |
| Playoff      | .667      | 1       | 1       | 0       | 0       | 68      | 40      | 2            | 1            | 0            | 1            | 80           | 76           | 3      | 2      | 0      | 1      | 148    | 116    |
| Totale       | .769      | 6       | 6       | 0       | 0       | 260     | 117     | 7            | 4            | 0            | 3            | 252          | 254          | 13     | 10     | 0      | 3      | 512    | 371    |